# Сибирин, Семён Алексеевич
Семён Алексеевич Сибирин (12 февраля 1914, Петропавловка, Оренбургская область — 6 мая 1949) — штурман, впоследствии командир 18-го гвардейского истребительного Витебского дважды Краснознамённого ордена Суворова авиационного полка 303-й истребительной авиационной дивизии 1-й воздушной армии Западного фронта, гвардии капитан. Герой Советского Союза.

## Биография
Родился 12 февраля 1914 года в селе Петропавловка ныне Сакмарского района Оренбургской области в семье крестьянина. Русский. Член ВКП(б) с 1943 года. Окончил 7 классов и школу ФЗУ. Работал слесарем на паровозоремонтном заводе.
В Красной Армии с 1937 года. В 1940 году окончил Батайскую военно-авиационную школу пилотов.
Участник Великой Отечественной войны с июня 1941 года. Сражался в составе 4-й и 1-й воздушных армий на Западном, Брянском, 3-м Белорусском фронтах, участвовал в оборонительных боях под Рославлем, в обороне Москвы, в Курской битве, освобождении Белоруссии, Литвы, разгроме врага на территории Германии.
Штурман 18-го гвардейского истребительного Витебского дважды Краснознамённого ордена Суворова авиационного полка гвардии капитан Семён Сибирин к февралю 1944 года совершил 246 боевых вылетов, в 36 воздушных боях лично сбил 14 и в группе 1 самолёт противника.
Указом Президиума Верховного Совета СССР от 1 июля 1944 года за образцовое выполнение боевых заданий командования на фронте борьбы с немецко-фашистскими захватчиками и проявленные при этом мужество и героизм гвардии капитану Сибирину Семёну Алексеевичу присвоено звание Героя Советского Союза с вручением ордена Ленина и медали «Золотая Звезда».
Всего за годы войны лётчик выполнил около 300 успешных боевых вылетов. В воздушных боях сбил 16 вражеских самолётов лично и 2 в группе с товарищами.
В 1947 году окончил Высшие лётно-тактические курсы усовершенствования офицерского состава. Подполковник С. А. Сибирин 6 мая 1949 года погиб при исполнении служебных обязанностей.

## Награды
Награждён орденом Ленина, двумя орденами Красного Знамени, орденами Суворова 3-й степени, Александра Невского, Отечественной войны 2-й степени, медалями.